# Ferdinand Blumentritt
Pour les articles homonymes, voir Blumentritt.
Ferdinand Blumentritt (Prague,10 septembre 1853 - Litoměřice, 20 septembre 1913) était un professeur tchèque qui enseigna, puis fut proviseur au lycée de Litoměřice/Leitmeritz (République tchèque) à l'époque ville de l'Autriche-Hongrie.

## Biographie
Il était l'un des meilleurs connaisseurs et experts des Philippines de son époque bien qu'il n'y fut jamais allé et publia de nombreux ouvrages sur ce pays. Il a été le professeur et un ami intime de José Rizal, le héros national des Philippines, lors de son bannissement. C'est à lui que Rizal écrivit sa dernière lettre avant son exécution comme rebelle par les Espagnols en 1896.
Il est très révéré aux Philippines, un quartier de Manille porte son nom Blumentritt district, de là une station de métro et une gare portent ce nom. Le boulevard Blumentritt est quant à lui un axe important de la ville.

## Principales œuvres
- Alphabetisches Register der Reifeprüfungsvorschriften. Leitmeritz, 1909
- Alphabetisches Verzeichnis der gebräuchlichsten Aquarellfarben. Leitmeritz, 1910
- America and the Philippines (1900)
- Die Chinesen auf den Philippinen. Leitmeritz, 1879
- Diccionario mitologico de Filipinas. Madrid, 1895
- Einige Manuskripte aus dem 17. und 18. Jahrhundert. Leitmeritz, 1904
- Einiges über Juan Valera. Leitmeritz, 1894
- El noli me tangere de Rizal. Barcelona, 1889
- Die Erdbeben des Juli 1880 auf den Philippinen
- Die Goldfundstellen auf den Philippinen und ihre Ausbeutung
- Holländische Angriffe auf die Philippinen im 16., 17., und 18. Jahrhundert. Leitmeritz, 1880
- Das Kaiserbild. Leitmeritz, 1899
- J. C. Labhart-Lutz. Ein Nachruf. Leitmeritz, 1889
- Die Philippinen. Eine übersichtliche Darstellung der ethnographischen und historischpolitischen Verhältnisse des Archipels. Hamburg, 1900
- Die Sprachgebiete Europas am Ausgange des Mittelalters, verglichen mit den Zuständen der Gegenwart. Prague, 1883
- Strömungen und Gezeiten an der Küste von Mindanao.
- Der "Tratado Anonimo" über den Aufstand der Cumuneros gegen König Carl V. Leitmeritz, 1878
- Versuch einer Ethnographie der Philippinen. Gotha, 1882
- Vocabular einzelner Ausdrücke und Redensarten, welche dem Spanischen der philippinischen Inseln eigenthümlich sind. Leitmeritz, 1882, 1883-1884|8, 1885|5.

## Sources
- (en) Cet article est partiellement ou en totalité issu de l’article de Wikipédia en anglais intitulé « Ferdinand Blumentritt » (voir la liste des auteurs).